# Nitrat
Nitrat er en kort betegnelse for kvælstofholdige gødninger, som er salte af salpetersyren. De kaldes også med en gammel betegnelse for salpeter, der kommer fra den gamle franske salpetre, som igen kommer fra den latinske sâl petrae, der betyder "klippesalt" (bogstaveligt talt "salt af klippe"). Det fælles for dem er, at de spaltes i en metalion og en nitration ved opløsning i vand. Nitrat er altså i virkeligheden et andet navn for nitrationen. Den beskrives kemisk ved formlen NO3−.
Nitrat optages og omsættes af planterne, hvor det bliver brugt i opbygningen af klorofyl og aminosyrer. Ionen kan også bruges af bakterier i jorden, som udnytter den kemiske energi, der frigives ved omdannelse til nitrit (denitrifikation). Hverken nitrat eller nitrit kan bindes i jorden, så begge dele vil følge vandbevægelsen. Undervejs kan nitrit dog omdannes til luftformigt kvælstof af bakterier, der skaffer sig energi på den måde. Processen er tidkrævende, så højtliggende grundvand er ikke beskyttet mod kvælstofforurening.
Hovedparten af de kvælstofholdige kunstgødninger indeholder nitrat som kvælstofkilde. Det gælder også de såkaldte NPK-gødninger.
Salpetergødninger:
- Ammoniumnitrat
- Kalkammon-salpeter
- Kalksalpeter – Norgesalpeter
- Kalisalpeter
- Magnesiumsalpeter